# Воронков, Евгений Павлович (игрок в хоккей с шайбой)
Евгений Павлович Воронков (род. 12 марта 1996, Одинцово, Московская область) — российский хоккеист, защитник. Мастер спорта России (2019).

## Биография
Воспитанник ЦСКА. На ярмарке юниоров КХЛ 2013 года был выбран ЦСКА под № 111, играл в фарм-клубах «Красная армия» (МХЛ, 2012/13 — 2016/17) и «Звезда» (ВХЛ, 2015/16 — 2019/20). В сезонах 2020/21 — 2021/22 выступал в клубе чемпионата Казахстана «Сарыарка». В сезоне 2022/23 играл в ВХЛ за «АКМ» Тула.
Победитель хоккейного турнира Универсиады 2019.